# Фортінбрас
Фортінбрас (англ. Fortinbras) — вигаданий персонаж трагедії Вільяма Шекспіра «Гамлет», спадкоємний принц Норвегії.
У п'єсі також згадується інший Фортінбрас, батько спадкоємного принца Фортінбраса. У першому акті, першої сцени Гораціо розповідає про давню битву між королем Данії (батьком Гамлета) і королем Норвегії (Фортінбрасом), у якій і був убитий король Фортінбрас.

## Сюжет
Фортінбрас з'являється лише у двох коротких сценах другої половини п'єси. Однак, про нього згадується впродовж усього твору. Король Клавдій відправляє послів до Норвегії, аби запобігти норвезькому вторгненню до Данського королівства. Посли повернулися з новиною про те, що Норвегія не нападатиме на Данію, оскільки її цікавить Польща. Наприкінці п'єси, коли більшість головних героїв (крім Гораціо) вже мертві, Фортінбрас разом з армією і послами з Англії входить у місто. Оскільки представників панівної сім'ї більше немає, Фортінбрас, як їх далекий родич, пред'являє права на царювання. Таким чином, норвезький принц Фортінбрас може стати володарем Данії.

## Історичні аналогії
Ситуації, де монарх однієї суверенної держави одночасно керує іншою, в історії Європи траплялися. З 1397 по 1523 роки проіснувала Кальмарська унія − об'єднання королівств Данії, Норвегії, Швеції. В 1603 році, після смерті королеви Єлизавети I, правителем Англії став Яків I, король Шотландії.

## Паралелі між Фортінбрасом і Гамлетом
Так само як і Гамлет, Фортінбрас діє під впливом смерті свого батька. І Фортінбрас, і Гамлет мають ті ж імена, що і їх батьки. З іншого боку, їх характери різко відрізняються. Гамлет коливається, довго роздумує перед прийняттям рішень. Фортінбрас імпульсивний і швидкий на руку. Знаючи, що батько загинув у чесному поєдинку, він відмовляється від прямої помсти. Гамлет, як і Лаерт, мститься за смерть батька, але мораль того часу, вважала помсту формою вбивства, помста була виправданою лише у разі смерті того, хто помстився. Фортінбрас, уникаючи активної ролі, ефективно мститься за свого батька і залишається жити.

## Екранізації
Гамлет, з тривалістю близько чотирьох годин, рідко виконується в повному обсязі. Тому ролі Фортінбраса іноді пропущені, як це було у фільмі 1948 року з Лоуренсом Олів'є, у фільмі 1969 року з Ніколом Вільямсом, і у фільм 1990 року з Мелом Гібсоном. Однак, він був включений у німецький німий фільм «Гамлет» 1921 року Свенда Гаде і Хайнца шаля і також зображується Фріцом Ахтербергом, у Бродвейському відродженні 1964, яке пізніше було знято, як «Гамлет» Річарда Бертона. У телевізійному серіалі «Шекспір» 1980 року від Бі-Бі-Сі з Дереком Джекобі, у фільмі 1996 року з участю Кеннет Брана і фільмі 2000 року з участю Ітана Хоука, хоча у фільмі 2000 року, він виступає ворогом бізнесу. У цих фільмах він був зіграний Майклом Ебертом, Яном Чарлсоном, Руфусом Сьюеллом і Кейсі Аффлеком відповідно.
Фортінбрас з'являється також у телебаченні Бі-Бі-Сі «Гамлет» 1964 року, з Крістофером Пламмером у головній ролі, і тут його зіграв Дональд Сазерленд, що і було його першою важливою роллю.

## Інші інсценування
Фортінбрас — це головний герой спектаклю Лі Блессінга — Фортінбраса 1992 року. Сюжет Фортінбраса йде, як і сюжет Гамлета; перша сцена — це смерть Гамлета в оригінальному Шекспірівському тексті. Інша частина п'єси виконана в народній, сучасній англійській мові. Головні персонажі з Гамлета з'являються, як привиди в цьому сиквелі.